# Sin Eui-hyun
Dans ce nom coréen, le nom de famille, Sin, précède le nom personnel.
Sin Eui-hyun est un biathlète, fondeur handisport sud-coréen, né le 1er avril 1980.

## Biographie
Il est désigné porte-drapeau pour la cérémonie d'ouverture des Jeux paralympiques d'hiver de 2018.

## Palmarès

### Biathlon

#### Jeux paralympiques
| Épreuve / Édition   | 7,5 km assis | 12,5 km assis | 15 km assis |
| ------------------- | ------------ | ------------- | ----------- |
| JO 2018 Pyeongchang | 5e           | 5e            | 5e          |

### Ski de fond

#### Jeux paralympiques
| Épreuve / Édition   | 1 km sprint assis | 7,5 km assis | 15 km assis | Relais 4 × 2,5 km |
| ------------------- | ----------------- | ------------ | ----------- | ----------------- |
| JO 2018 Pyeongchang | 6e                | Or           | Bronze      | 8e                |